# Agent Cooper
Agent Cooper es el tercer álbum de estudio de la madrileña Russian Red, Lourdes Hernández. Este tercer disco fue grabado en Los Ángeles y está producido por Joe Chiccarelli, productor de bandas como White Stripes, Strokes, U2, My Morning Jacket.
El disco fue lanzado el 2 de mayo de 2014. Este nuevo disco trae una esencia más roquera que los anteriores álbumes.

## Canciones
1. Michael P
2. John Michael
3. Stevie J
4. Casper
5. Xabier
6. Anthony
7. William
8. Alex T
9. Neruda
10. Tim B

El nombre de las canciones y del propio álbum son todos nombres masculinos, que según la autora representan a los hombres que en su vida le han marcado, no sólo sentimentalmente sino también en su forma de ser y de componer. Así por ejemplo la canción "Alex T" está dedicada a Alex Turner (voz de los Arctic Monkeys), al cual Russian Red admira.
El álbum también se estrenó en edición vinilo, en el cual en la Cara B se encuentra una canción titulada "Philippe".

## Videoclips
El 24 de enero de 2014 se estrenó en primicia el videoclip de "Casper", grabado en Los Ángeles.
Después de la salida a venta del disco se publicaron los videoclips de "John Michael" y de "Michael P". El primero de ellos fue rodado en un desierto norteamericano y el segundo es un videoclip que recoge fotos y vídeos de Russian Red durante su año de trabajo en Los Ángeles.
- Datos: Q21065669